# Jean C. Lallemand
Pour les articles homonymes, voir Lallemand.

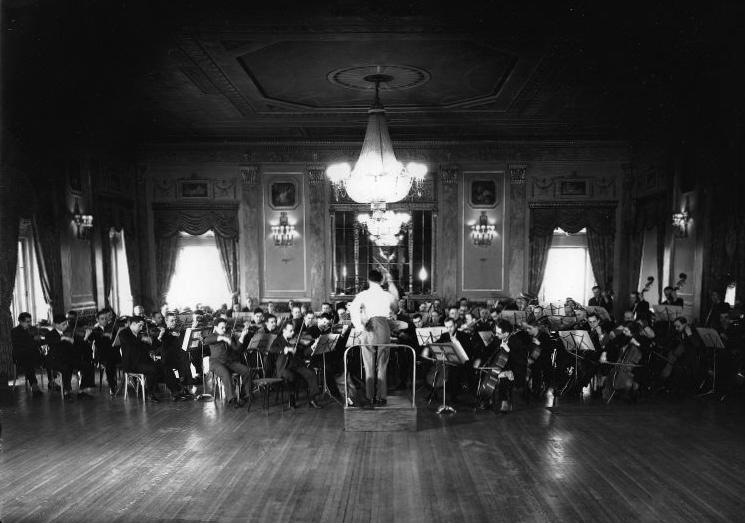
Répétition de l'Orchestre symphonique de Montreal, circa 1934-35.

Jean C. Lallemand (né Jean Joseph Clovis Lallemand) est un industriel, philanthrope, esthète et mécène québécois, né à Montréal le 19 décembre 1898 et décédé dans la même ville le 17 novembre 1987. Officier de l'ordre du Canada, il est l'un des trois fondateurs de l'Orchestre symphonique de Montréal en 1934, avec Antonia Nantel et Henri Letondal. Il en devient le président de 1941 à 1945 et de 1957 à 1959, puis président honoraire à vie. De 1952 à 1960, il est président de l'Alliance française et vice-président de France-Amériques de Montréal,.
Surnommé le dernier homme de la Renaissance par Yolande Grisé, « il partage avec les princes de la Renaissance trois privilèges exceptionnels : la richesse, l'amour de l'art et la générosité ».
Millionnaire à sa naissance, héritier d'une fortune colossale bâtie par son père, Jean C. Lallemand joue, à partir des années 1930 à Montréal, un rôle majeur dans la création et le soutien d'initiatives et d'institutions dans le monde des arts et des lettres ; il participe également à la mise sur pied de plusieurs œuvres caritatives et engage ses ressources personnelles et financières dans des associations de coopération culturelle notoires entre la France et le Québec.

### Fondation de l'Orchestre symphonique de Montréal (OSM)

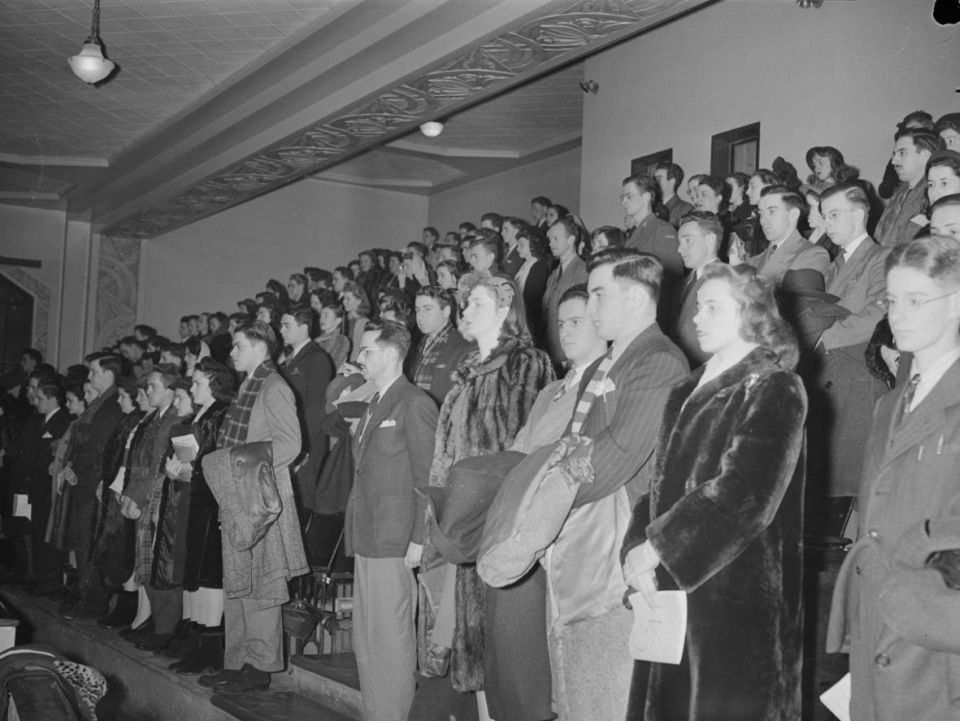
Les mélomanes, debout à l’arrière de la salle, écoutent un concert de l’OSM donné à l’auditorium Le Plateau, le mercredi 17 janvier 1945.

### La Petite maîtrise de Montréal

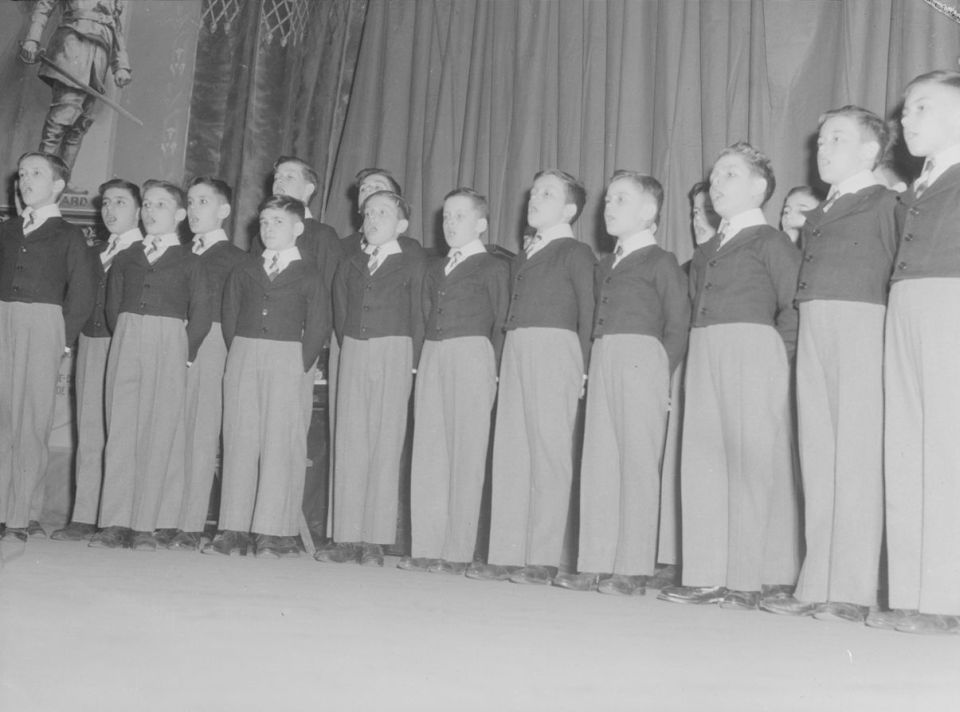
La Petite maîtrise de Montréal, 31 mars 1943.

### Les concerts en plein air au Chalet du Mont-Royal

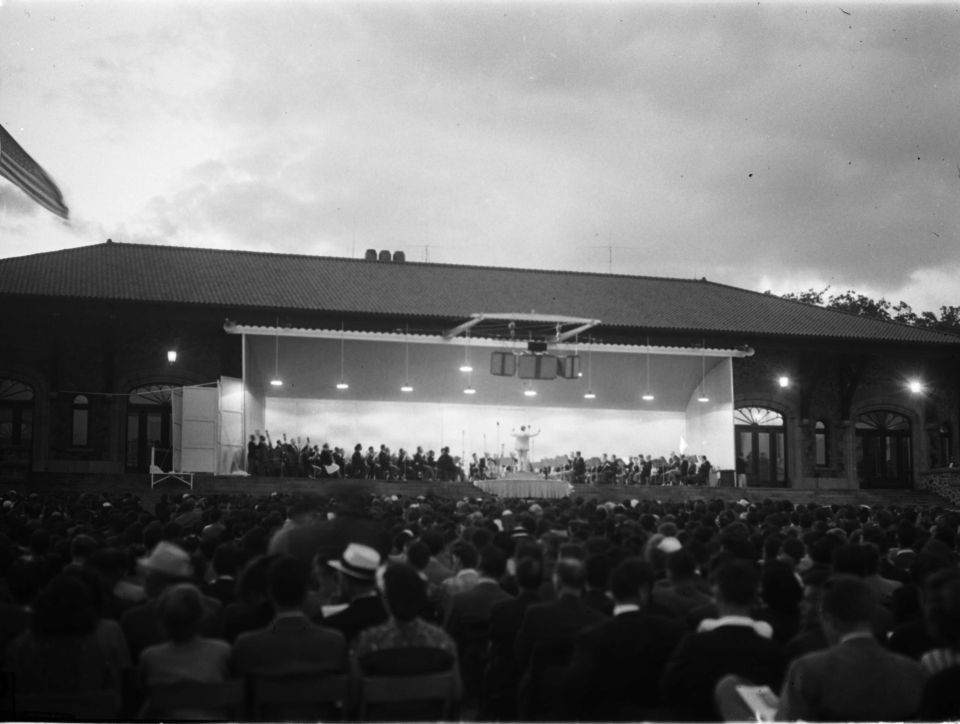
Les Concerts Symphoniques au Chalet du Mont-Royal, 2 juillet 1946.